# صندوق الثروة القومي الروسي

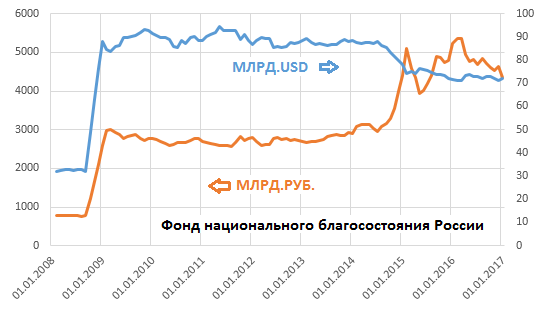
الصندوق الوطني للثروة، 2008-2017

صندوق الثروة القومي الروسي هو صندوق الثروة السيادية الروسي. تم إنشاؤه بعد تقسيم صندوق الاستقرار في الاتحاد الروسي إلى صندوقين استثماريين منفصلين في 30 يناير 2008. الصندوقان هما الصندوق الاحتياطي، الذي يستثمر في الخارج في الأوراق المالية ذات العائد المنخفض ويستخدم عندما تنخفض مداخيل النفط والغاز، والصندوق الوطني للثروة، الذي يستثمر في الموارد ذات المخاطر العالية والعوائد المرتفعة، وكذلك نفقات الميزانية الفيدرالية. حصل الصندوق الاحتياطي على 125 مليار دولار وتم منح الصندوق الوطني للثروة 32 مليار دولار. يتم التحكم في الصندوق من قبل وزارة المالية. واحدة من المسؤوليات الرئيسية للصندوق هو دعم نظام التقاعد الروسي.
سيتلقى الصندوق الوطني للثروة الأموال من عوائد الاستثمار أو أي أموال زائدة ينتجها الصندوق الاحتياطي. يبلغ الحد الأقصى لصندوق الاحتياطي 10% من الناتج المحلي الإجمالي الروسي، وأيّ أموال تزيد على ذلك ستُمنح لصندوق الثروة. وقد جمع الصندوق أيضاً 72.71 مليار دولار (اعتبارًا من 1 سبتمبر 2016) من الضرائب والرسوم التي يجمعها على إنتاج وتصدير النفط والغاز.
وفقاً لوزارة المالية الروسية، يجب أن يكون لسندات الدين الخارجي التي يمكن للصندوق الاستثمار فيها تصنيف AA أو أعلى من فيتش أو ستاندرد آند بورز، أو تصنيف Aa3 من موديز. على الرغم من ذلك، وافق الصندوق على الشراء (في 17 ديسمبر 2013) 15 مليار دولار من سندات اليورو الأوكرانية، على الرغم من أن تصنيفات ائتمانية أقل في أوكرانيا في ذلك الوقت.
لقد اقترح أن يقوم الصندوق بوضع بعض احتياطياته في مشاريع البنية التحتية في روسيا، بحيث يمكن أن يوفر دفعة للتحديث البطيء في بنيته التحتية في وقت من الاستثمار غير المنصف. ولكن اعتباراً من 18 ديسمبر 2013، لم يحدث هذا.
تم دمج صندوق الثروة القومي الروسي في عام 2017 مع ما تبقى من صندوق الاحتياطي السيادي لروسيا. تم بناء صندوق الاحتياطي على مدار سنوات بأرباح من صادرات النفط ولكن وسط انخفاض أسعار النفط تم إفراغها بحلول نهاية عام 2017 ولم يعد لها وجود.
لا يزال لدى الحكومة الروسية 65 مليار دولار في صندوق الثروة القومي لتغطية حالات العجز المخطط لها في الميزانية، لكن وفقاً للمحللين الماليين، قد لا تستمر لأكثر من ثلاث سنوات. الصندوق الوطني للثروات، الذي تبلغ قيمته 65 مليار دولار، هو الصندوق الوحيد المتبقي لتغطية عجز الموازنة، والذي يقدر بمبلغ 21.8 مليار دولار في عام 2018.